# Вест-Юніон (Західна Вірджинія)
Вест-Юніон (англ. West Union) — місто (англ. town) в США, в окрузі Доддридж штату Західна Вірджинія. Населення — 653 особи (2020).

## Географія
Вест-Юніон розташований за координатами 39°17′47″ пн. ш. 80°46′30″ зх. д. / 39.29639° пн. ш. 80.77500° зх. д. (39.296361, -80.775087).  За даними Бюро перепису населення США в 2010 році місто мало площу 0,97 км², з яких 0,93 км² — суходіл та 0,04 км² — водойми.

## Демографія
Згідно з переписом 2010 року, у місті мешкало 825 осіб у 362 домогосподарствах у складі 217 родин. Густота населення становила 848 осіб/км².  Було 452 помешкання (465/км²).
Расовий склад населення:
| - 99,3 % — білих - 0,2 % — корінних американців - 0,1 % — азіатів |

До двох чи більше рас належало 0,4 %. Частка іспаномовних становила 0,1 % від усіх жителів.
За віковим діапазоном населення розподілялося таким чином: 23,6 % — особи молодші 18 років, 54,3 % — особи у віці 18—64 років, 22,1 % — особи у віці 65 років та старші. Медіана віку мешканця становила 42,1 року. На 100 осіб жіночої статі у місті припадало 94,1 чоловіків;  на 100 жінок у віці від 18 років та старших — 89,2 чоловіків також старших 18 років.
Середній дохід на одне домашнє господарство  становив 40 561 долар США (медіана — 30 583), а середній дохід на одну сім'ю — 46 424 долари (медіана — 40 568). Медіана доходів становила 28 708 доларів для чоловіків та 33 958 доларів для жінок. За межею бідності перебувало 22,6 % осіб, у тому числі 26,2 % дітей у віці до 18 років та 10,9 % осіб у віці 65 років та старших.
Цивільне працевлаштоване населення становило 398 осіб. Основні галузі зайнятості: освіта, охорона здоров'я та соціальна допомога — 23,9 %, роздрібна торгівля — 15,1 %, будівництво — 10,8 %, публічна адміністрація — 8,5 %.